# Гідрологія Угорщини

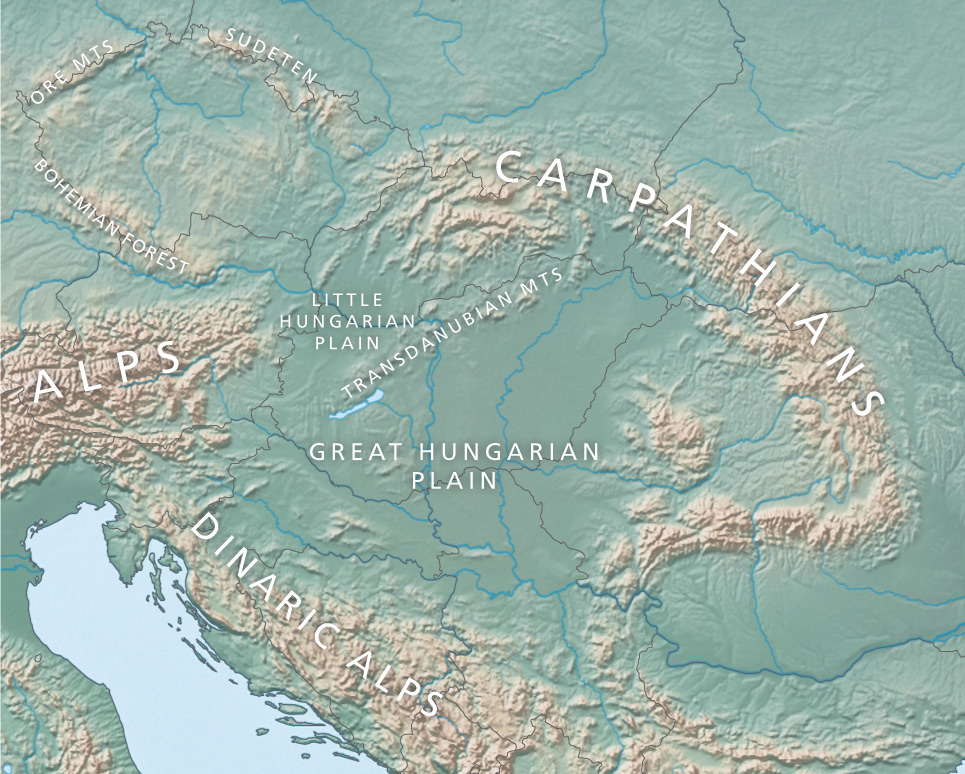
Тисо-Дунайська низовина

Гідрологія Угорщини — сукупність усіх водних джерел Угорщини. Більшість із них розташовані у центрі Тисо-Дунайської низовини, частково оточеної Карпатськими горами. Усі поверхневі води країни спрямовані до її півдня, впадають до Дунаю, який, у свою чергу, впадає до Чорного моря. Вся Угорщина належить до Дунайського водозбірного басейну.
Загальна протяжність іригаційних систем і внутрішніх вод країни становить близько 26 000 кілометрів.
Щороку з Угорщини до Чорного моря стікає близько 100 км³ води. Поповнення водних ресурсів за рахунок опадів складає лише 10%, решта забезпечується за рахунок річок, що протікають з сусідніх країн.

## Річки

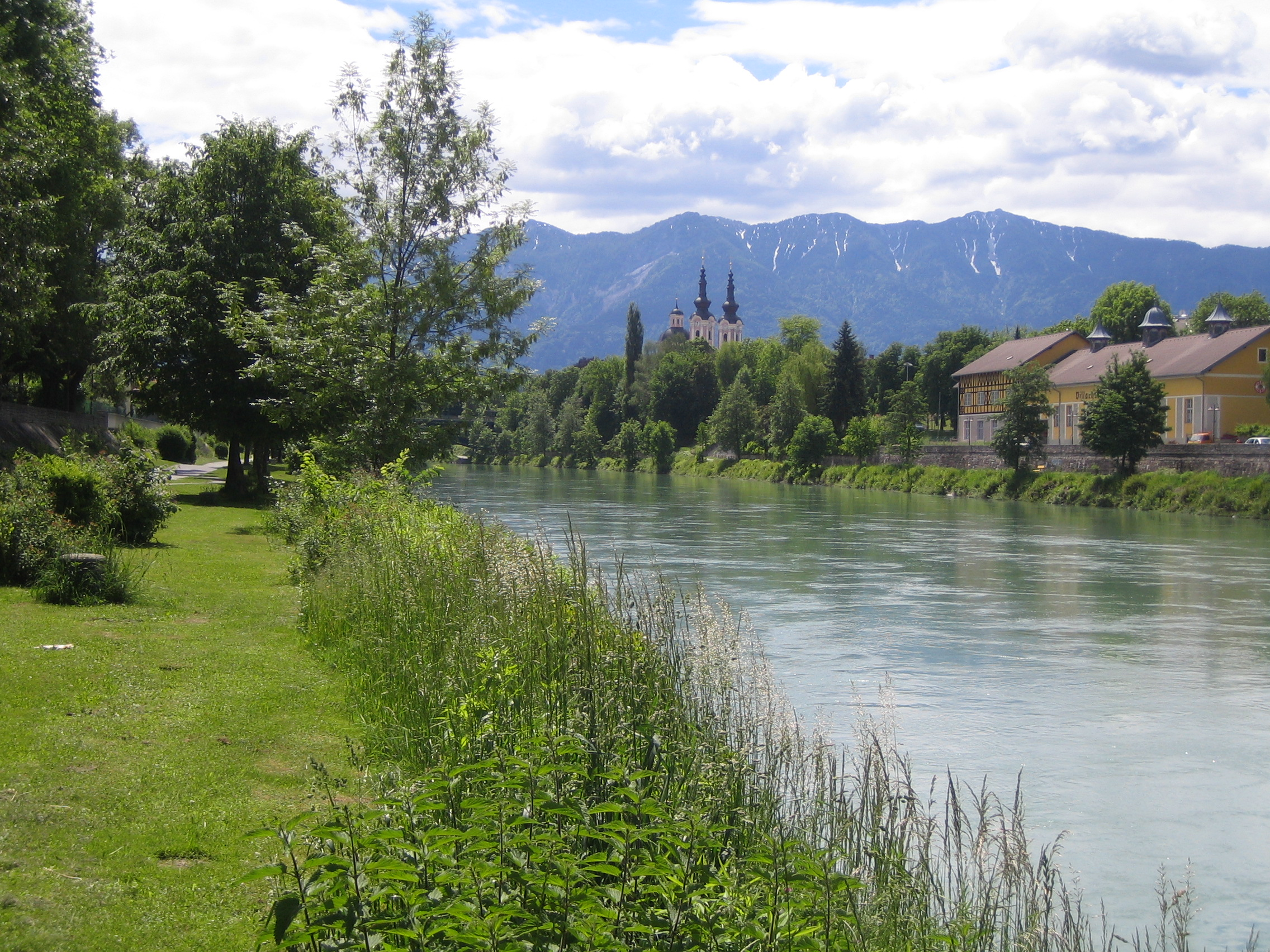
Річка Драва

Річки Угорщини утворюють відносно невелику мережу, при цьому деякі райони країни майже не мають поверхневих водостоків. Уся річкова мережа належить до Дунайського басейну. Дунай близько 140 кілометрів протікає вздовж кордону Угорщини зі Словаччиною, а потім — 270 кілометрів — перетинає країну з півночі на південь.
Річкова мережа характеризується значними коливаннями водоносності та, як наслідок — висоти рівня річок. Для захисту від повеней на території країни зведено близько 4 тисяч кілометрів дамб і дамбових укріплень. Відзначається нестабільність періодів утворення й танення криги. Посушливий клімат спричинив необхідність будівництва низки великих зрошувальних систем.

### Найбільші річки за довжиною[2]
| №  | Назва   | Угорська назва | Довжина на території Угорщини, км | Загальна довжина, км |
| -- | ------- | -------------- | --------------------------------- | -------------------- |
| 1  | Тиса    | Tisza          | 579                               | 977                  |
| 2  | Дунай   | Duna           | 417                               | 2848                 |
| 3  | Задьва  | Zagyva         | 170                               | 170                  |
| 4  | Раба    | Rába           | 160                               | 211                  |
| 5  | Іпель   | Ipoly          | 145                               | 233                  |
| 6  | Драва   | Dráva          | 143                               | 749                  |
| 7  | Зала    | Zala           | 139                               | 139                  |
| 8  | Кьорьош | Körös          | 138                               | 372                  |
| 9  | Шайо    | Sajó           | 123                               | 123                  |
| 10 | Шіо     | Sió            | 121                               | 121                  |
| 11 | Горнад  | Hernád         | 118                               | 286                  |

### Дунай

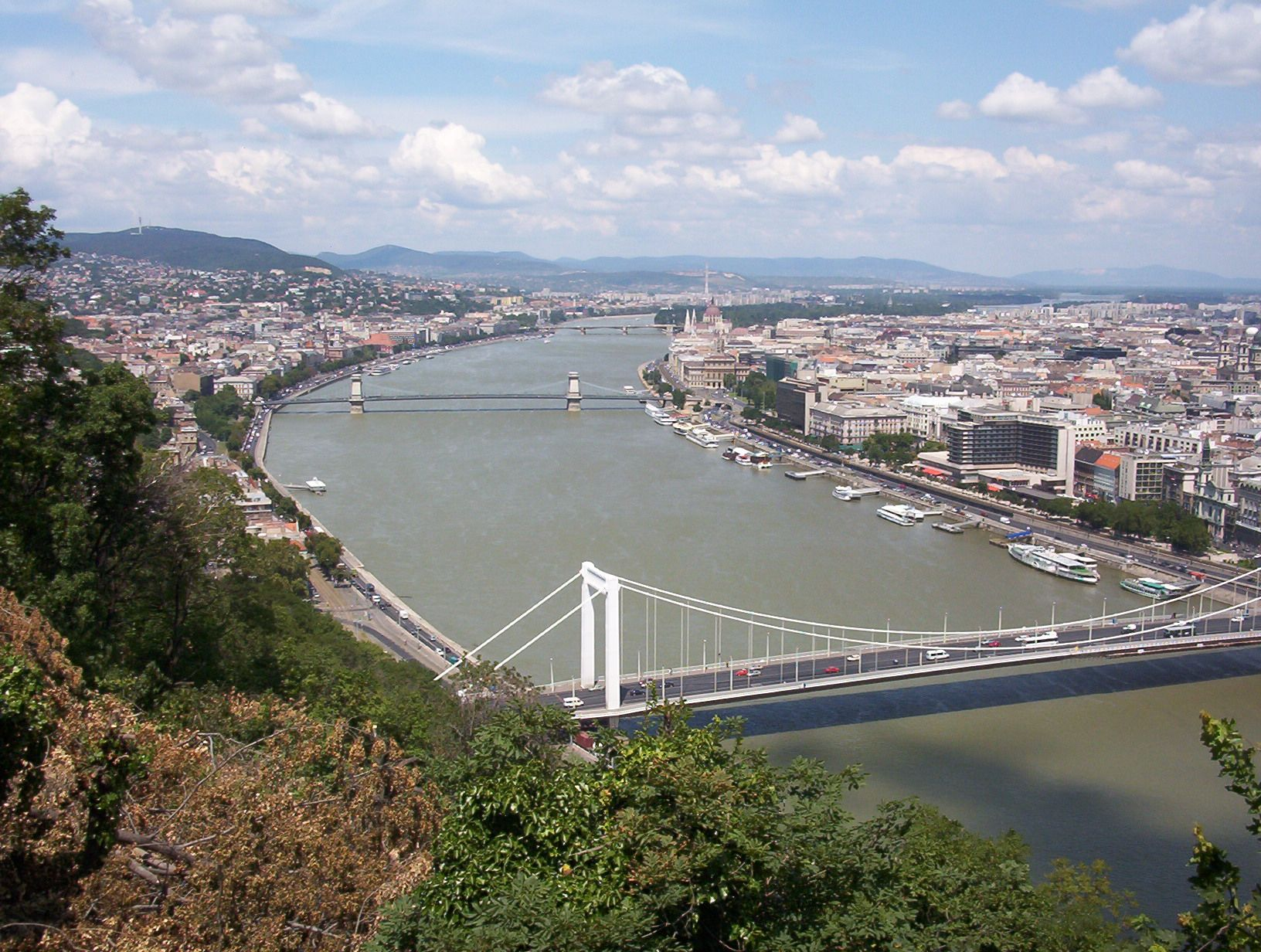
Дунай у Будапешті

Дунай є другою за довжиною річкою Європи, угорською відомий як Duna.
Перші згадки про Дунай містяться у працях давньогрецького історика Геродота (V ст. до н. е.), який писав у своїй «Історії», що річка Істр (давньогрецька назва Дунаю) починається в країні кельтів й тече, перетинаючи Європу посередині. Впадає ж Істр до Понту Евксінського сімома рукавами.
Сучасну назву річка отримала від кельтів, які мешкали на узбережжі Дунаю у першій половині I тисячоліття до н. е. Річка отримала назву від кельтських слів danu (швидкий) та vius (вода).
Верхів'я Дунаю розташовано поза межами Угорщини, утім його середня течія починається біля села Девін (Словаччина), що поряд із угорським кордоном. Ця частина річки простягається до Залізних Воріт, що розташовані між Сербією та Румунією. У нижній течії Дунай перетинає Валаську низовину та впадає до Чорного моря. Довжина угорської частини Дунаю становить 417 кілометрів, з яких 140 утворюють природний кордон між Угорщиною та Словаччиною (від Русовце до гори Іпель).
Дунай є судноплавним упродовж всієї течії територією Угорщини. Найменша його глибина становить 2 метри. Найбільша швидкість течії Дунаю становить 10 000 м³ на секунду, найменша — 600 м³ на секунду (в районі Будапешта). Різниця між рівнем води на різних ділянках становить 6-8 метрів.

### Тиса
Басейн Тиси займає східну частину Тисо-Дунайської низовини. Площа басейну на території Угорщини становить 45000 км². До початку регулювання течії річки (XIX століття) її довжина становила 1419 кілометрів, з яких 955 кілометрів Тиса протікала територією Угорщини. Нині її загальна довжина становить 977 кілометрів, з яких Угорщиною протікає 579. Незважаючи на регулювання, Тиса й досі має звивисту траєкторію. В Угорщині Тиса є дуже повільною річкою з дуже незначними перепадами.
Тиса є судноплавною для малих суден від Домбрада, що на північно-східному кордоні Угорщини до свого гирла. За рахунок води з Тиси зрошуються значні площі сільськогосподарських угідь.

### Екологія
Нині басейни Дунаю й Тиси сильно забруднюються, в тому числі й на території Угорщини. Це пов'язано з викидами до поверхневих вод відходів промисловості, зокрема гірничо-видобувної. З приводу забруднення часто проводяться акції екологів-активістів як в Угорщині, так і за її межами. Зокрема, з відкритим листом з цього приводу до урядів різних країн звернулась також і українська організація Національний екологічний центр України

## Канали
Наприкінці XIX століття було створено систему каналів, які використовуються й нині частково як штучні водні шляхи, частково у сільськогосподарських цілях, а також для відведення зайвих внутрішніх вод.
Найважливішим є Трансдунайський канал, довжина якого становить близько 100 кілометрів. Другим за значенням є канал Шіо, що має довжину близько 120 км та поєднує озеро Балатон з Дунаєм.
Канал Ансаґ протікає заболоченими територіями між озером Нойзідлер і Дунаєм. 97-кілометровий Головний Східний канал, будівництво якого було завершено після 1945 року, перетинає посушливі частини Великої Угорської рівнини на схід від Тиси.

## Озера

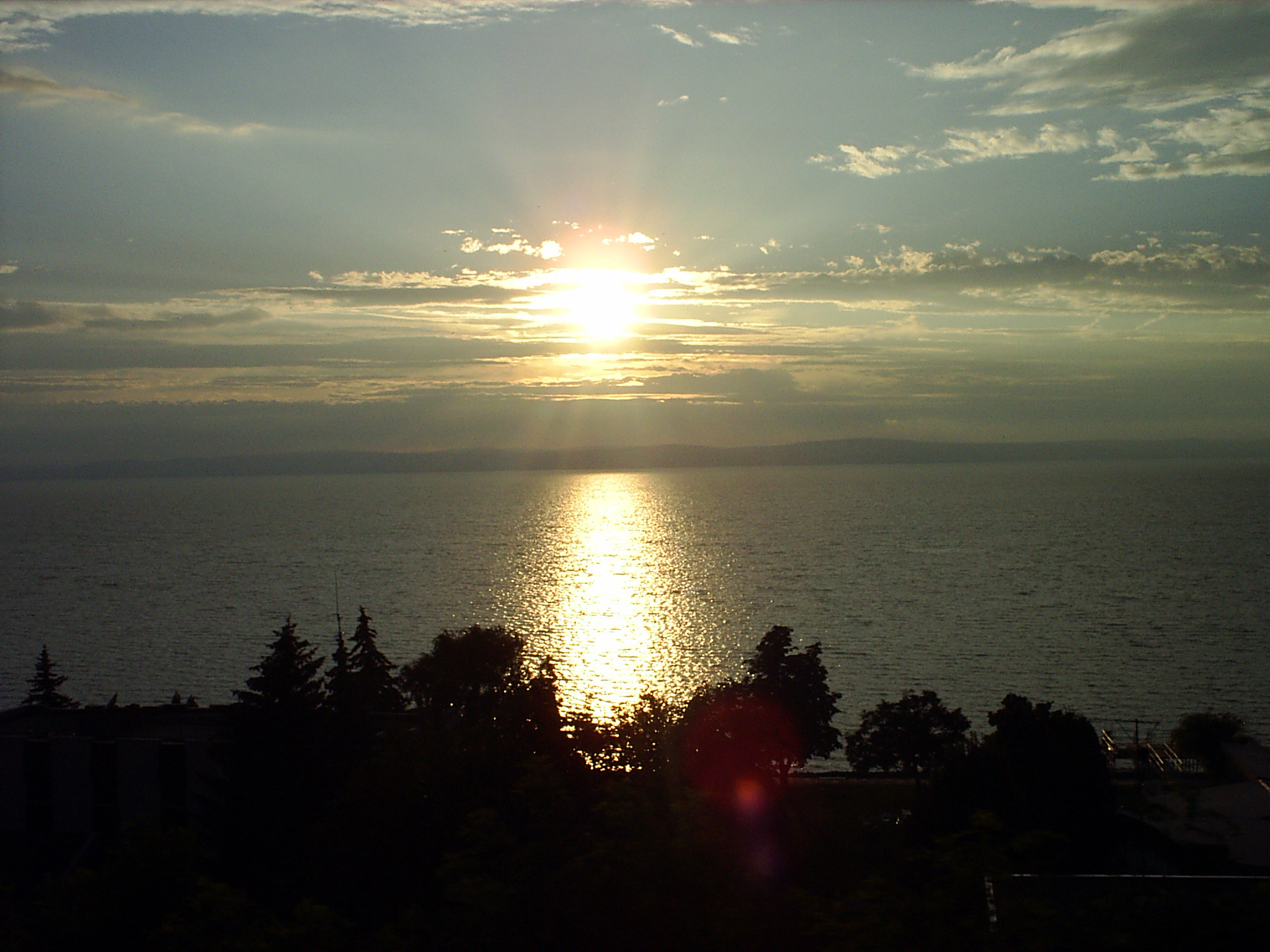
Захід сонця на озері Балатон

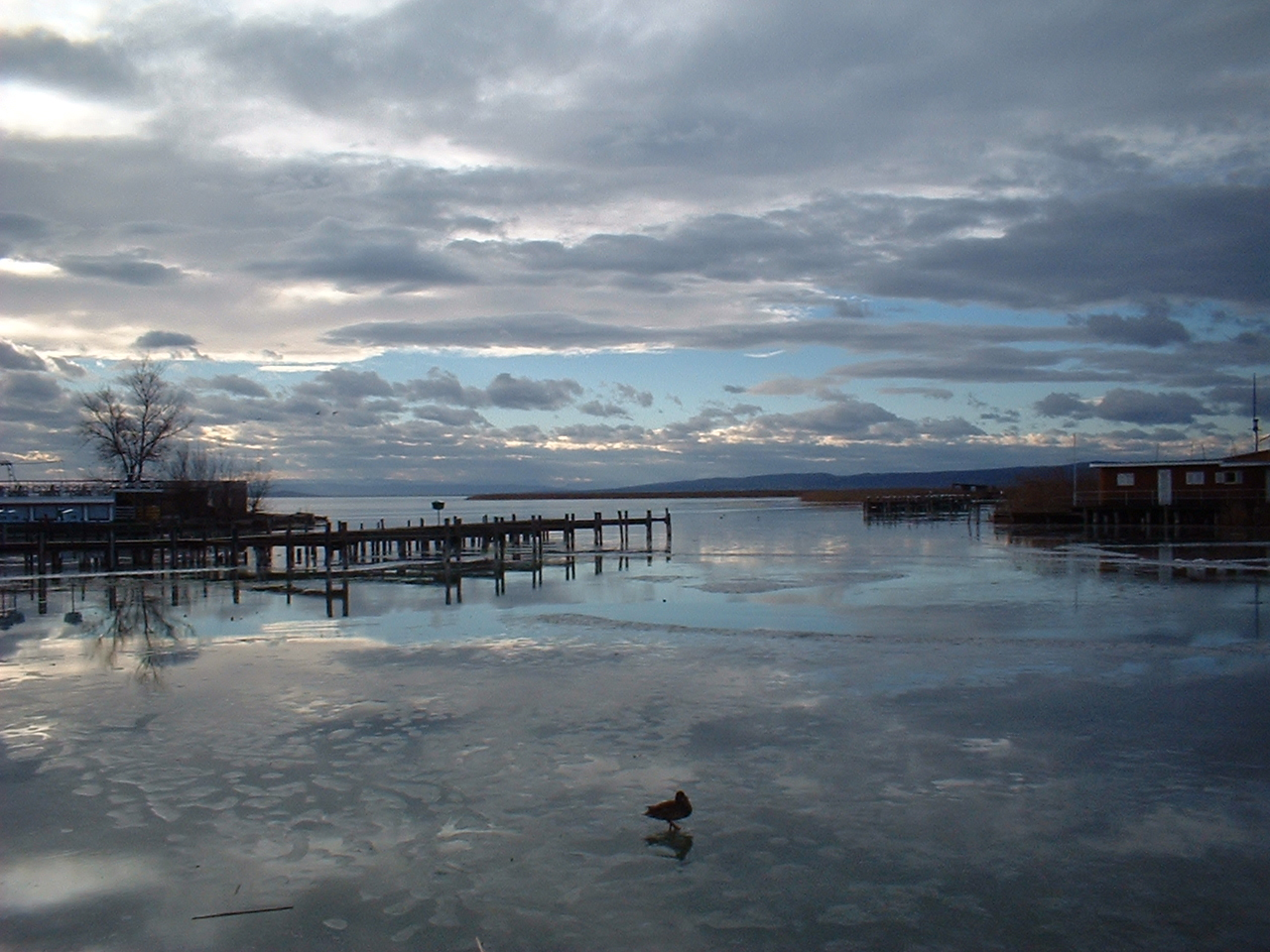
Озеро Нойзідлер

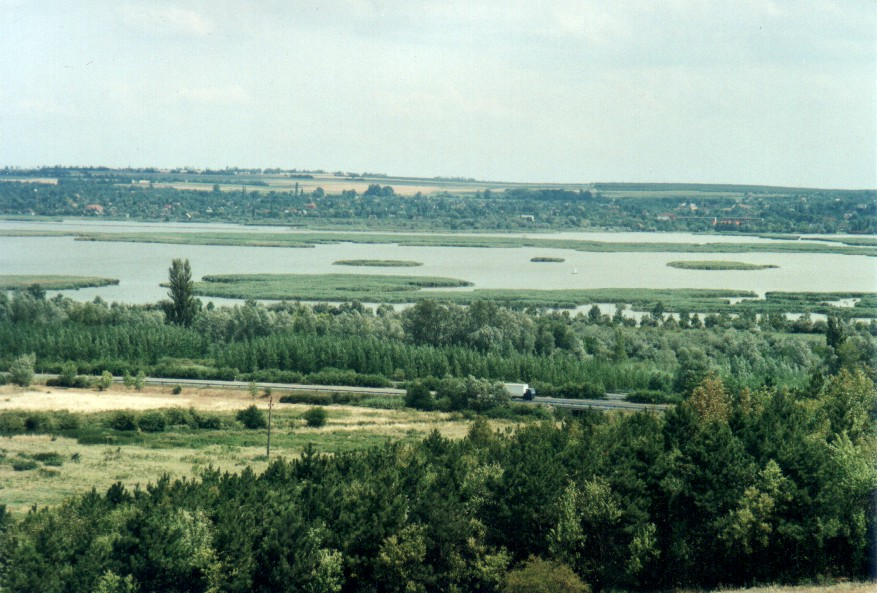
Озеро Веленце

Угорщина не є багатою на озера країною. Озера на її території мілкі. Їхні води швидко нагріваються влітку (температура води сягає 25 °C), що робить їх привабливими для тих, хто любить відпочивати на воді й купатися.
Найбільшим озером в Угорщині є Балатон, що також є найбільшим у Центральній Європі. Площа його поверхні становить близько 600 км², має близько 77 кілометрів завдовжки та понад 15 кілометрів завширшки. Озеро розташовано на висоті 104 метрів над рівнем моря та має середню глибину 3 метри. Найглибша точка озера Балатон (10,8 м) розташована поблизу містечка Тігані. Випаровування води з озера перевищує притік з річок і струмків. Дефіцит води компенсується за рахунок опадів і підземних вод. Надлишок води відводиться з озера через канал Шіо.
Південний берег озера Балатон є надзвичайно мілким, триметрової глибини озеро сягає лише на відстані 500—1000 метрів від берега. Південне узбережжя має природні піщані пляжі довжиною понад 70 км. Північний берег біль різноманітний та має навіть круті ділянки берегових схилів.
Озеро замерзає кожної зими, товщина криги сягає 0,4 м, що створює гарні умови для льодових видів спорту.
Друге за величиною озеро Угорщини — Нойзідлер на кордоні з Австрією. Воно є дуже мілким, його середня глибина становить 1,5 метри. Значна частина поверхні озера вкрита очеретом, що використовується у промислових цілях. Чверть площі Нойзідлера належить до території Угорщини (335 км²).
Третім за величиною озером Угорщини є Веленце. Розташовано посередині шляху між Будапештом та озером Балатон. Веленце має 10,8 км завдовжки, 1,5—3,3 км завширшки, глибина — 1—2 метри, площа озера становить 24,9 км². На узбережжі розташована низка курортів, найбільші з яких Агард і Веленце. Влітку популярний вітрильний спорт, взимку — катання на ковзанах і вітрильних санях.

## Болота
Малий Балатон свого часу був частиною великого озера, утім нині є заболоченою місцевістю на південному заході озера Балатон. Є природоохоронною територією місцевого значення.
До початку регулювання водних ресурсів в Угорщині було багато боліт і трясовин, таких як Саррет у Задунав'ї або Єчед у північно-східній частині країни. Наприкінці XIX століття болота висушили, а місцевість стала придатною для сільського господарства.
Весняні озера є спеціальним класом водойм в Угорщині. Вони живляться, в основному, талими, а також карстовими водами (Хевіз, Малом-Пул у Будапешті, Тапольця). Поблизу Сегеда розташовано безстічне озеро Фехер, що є перлиною національного парку Кьорьош-Марош.

## Підземні води
Підземні води в Угорщині відіграють дуже важливу роль, особливо на Великій рівнині. Вода у пластах породи є в надлишку, оскільки країна розташована в центрі Тисо-Дунайського басейну. Підземні води здебільшого дощового походження, утім переважно не з території Угорщини, а з інших більш високих місцин Карпатського басейну. Така вода, піднята зі значної глибини, багата на різні мінерали, а також може бути дуже гарячою.
В Угорщині налічується близько 35 000 артезіанських свердловин, з яких близько 28 000 розташовані лише на Великій рівнині. Глибина свердловин коливається в межах 100—2500 метрів.